# 黃汝樂
黃汝樂（Gurt Wong，1980年8月20日—），別名樂末 (NoMood)，導演、編劇，曾擔任副導演，剪接，演員等崗位。

## 簡介
畢業於聖公會莫壽增會督中學，伯明罕城市大學視覺傳達系一級榮譽學位，國立台灣藝術大學電影系藝術碩士。2000年香港電視廣播有限公司戲劇部助理編導。2005年創辦影片組織導亦有導（DYYD）。2010年V壹網高級導演。2012年香港電視廣播有限公司戲劇部導演。2017年成立影視製作公司無處不作（NoWhere To Stop）。

## 電影/短片
| 年份   | 片名               | 職銜                      | 主演                                                           | 備註 |
| 1997年 | 《臥底導師》       | 導演、編劇、攝影、剪接    | 鄒時陞、鄭柳鑫                                                 | 第二屆獨立短片及影像媒體比賽作品 |
| 2005年 | 《吸呼》           | 導演、編劇、攝影、剪接    | 陸駿光                                                         | DYYD<6.0>短片作品 |
| 2005年 | 《掩耳悼鈴》       | 導演、編劇、攝影、剪接    | 陸駿光、詹秀君、鄭世豪                                         | DYYD短片作品 |
| 2007年 | 《金國民》         | 監製 （導演李思捷、晴朗） | 李思捷、張睿羚、布偉傑、劉家輝、陸駿光、戴耀明、關伊彤、葉凱茵 | 香港亞洲獨立電影節2008，香港國際電影節2009，影意志獨立沙龍放映2009，洛杉磯ID電影節2009，荷蘭CinemAsia電影節2010，第11屆孟加拉達卡國際電影節 |
| 2008年 | 《誰收容我的淚》   | 導演、編劇、攝影、剪接    | 湯俊明、日伽、黃子恒、陸駿光、王基信、陳佩思、何婷恩、趙敏通   | 香港電影中心乍兩放映，長江藝術與設計學院X影意志 交流周，香港亞洲獨立電影節2009                                                              |
| 2009年 | 《到此遺址》       | 導演、編劇、剪接          | 陸駿光                                                         | 影意志獨立沙龍放映2009，MCL獨立電影回顧與展望放映，青年廣場仲夏藝贊2010放映節                                                               |
| 2020年 | 《世上只有爸爸好》 | 導演、剪接                | 廖啟智、鮑起靜、趙善恒、趙詠瑤                                 | 第九屆北京國際網絡電影展最佳公益電影，第十三屆澳門國際電影節                                                                                |
| 2021年 | 《無法無天》       | 監製（導演Kristi Hoi）    | 黃嗣舜、詹成鈞、黎偉森                                         | 2021美國學生奧斯卡獎銅獎，2021美國哥譚獎學生短片獎，2021英國電影學院學生電影獎入圍                                                          |
| 2023年 | 《漂與泊之間》     | 製片（導演廖文莉）        | 謝雅兒、孫君陶、黃佩珍                                         | 第十七屆鮮浪潮國際短片節本地競賽作品 |

## 電視劇
| 年份         | 片名                            | 職銜                           | 監製           | 主演                                             |
| 2000年       | 《金裝四大才子》                | 助理編導（導演梁耀堅）         | 鄺業生         | 張家輝、歐陽震華、林家棟、關詠荷、魏駿傑、陳松伶 |
| 2001年       | 《勇往直前》                    | 助理編導（導演羅永賢、伍兆榮） | 王心慰         | 蔡少芬、馬浚偉、趙學而、林文龍、元華、朱永棠     |
| 2001年       | 《陀槍師姐III》                 | 助理編導（導演譚穗銘）         | 鄺業生         | 蔡少芬、滕麗名、魏駿傑、歐陽震華、夏雨、夏萍     |
| 2001年       | 《錦繡良緣》                    | 助理編導（導演關偉文）         | 梅小青         | 文頌嫻、林文龍、鄭中基、胡杏兒、蘇玉華、梅小惠   |
| 2001年       | 《皆大歡喜 (古裝電視劇)》       | 助理編導（導演廖晉碩）         | 徐遇安         | 薛家燕、林文龍、謝天華、劉丹、廖碧兒、苑瓊丹     |
| 2002年       | 《皆大歡喜 (時裝電視劇)》       | 助理編導（導演吳冠宇、陳耀全） | 徐遇安         | 薛家燕、林文龍、趙學而、阮兆祥、廖碧兒、鍾嘉欣   |
| 2002年       | 《烈火雄心2》                   | 助理編導（導演羅永賢）         | 王心慰         | 王喜、蒙嘉慧、張可頤、方中信、鄭嘉穎、歐錦棠     |
| 2003年       | 《LovingYou我愛你2》            | 助理編導（導演羅永賢）         | 曾勵珍、羅永賢 | 吳啟華、鄧萃雯、薛家燕、鍾景輝、楊思琦、鄭嘉穎   |
| 2003年       | 《繾綣仙凡間》                  | 助理編導（導演羅鎮岳）         | 徐正康         | 江華、楊思琦、楊婉儀、樊少皇、魏駿傑、盧海鵬     |
| 2004年       | 《棟篤神探》                    | 助理編導（導演陳耀全）         | 徐正康         | 黃子華、蔡少芬、蔣志光、韓君婷、唐文龍、胡楓     |
| 2004年       | 《爭分奪秒》                    | 助理編導（導演陳耀全）         | 羅永賢         | 方中信、譚耀文、鄭嘉穎、蒙嘉慧、楊愛瑾、曹敏莉   |
| 2005年       | 《開心賓館》                    | 助理編導（導演方俊華）         | 李添勝         | 陶大宇、黎耀祥、吳美珩、唐文龍、湯盈盈、梁麗瑩   |
| 2005年       | 《飛短留長父子兵》              | 助理編導（導演黃偉賢）         | 梁材遠         | 鄭嘉穎、黎耀祥、陳松伶、陳敏之、譚小環、劉丹     |
| 2005年       | 《御用閒人》                    | 助理編導（導演陳耀全）         | 徐正康         | 鄭少秋、鄧萃雯、楊怡、滕麗名、劉家輝、吳家樂     |
| 2006年       | 《人生馬戲團》                  | 助理編導（導演伍兆榮）         | 徐遇安         | 楊思琦、鍾嘉欣、陳浩民、唐文龍、胡諾言、歐錦棠   |
| 2006年       | 《滙通天下》                    | 助理編導（導演梁耀堅）         | 梁材遠         | 陳豪、馬浚偉、楊怡、郭羨妮、陳鴻烈、姜大衛       |
| 2007年       | 《爸爸閉翳》                    | 助理編導（導演方俊華）         | 梅小青         | 歐陽震華、王喜、夏雨、譚小環、蒙嘉慧、向海嵐     |
| 2007年       | 《通天幹探》                    | 助理編導（導演關樹明）         | 王心慰         | 元彪、陳豪、鄭嘉穎、黎姿、蒙嘉慧、梁家仁         |
| 2007年       | 《同事三分親》                  | 助理編導（導演林建祥）         | 曾勵珍、羅鎮岳 | 關詠荷、江欣燕、金燕玲、黎耀祥、王祖藍、蔡淇俊   |
| 2008年       | 《與敵同行》                    | 助理編導（導演黃思遠）         | 王心慰         | 郭晉安、蒙嘉慧、鄭嘉穎、商天娥、呂珊、姚子羚     |
| 2009年       | 《碧血鹽梟》                    | 助理編導（導演黃建勳）         | 李添勝         | 楊怡、黃浩然、馬俊偉、惠英紅、陳山聰、譚小環     |
| 2001/05/07年 | 《戲劇組節目巡禮》              | 助理編導（導演方俊華）         | 曾勵珍、劉家豪 | 林峯、鄭伊健、許志安、沈殿霞、林保怡、佘詩曼     |
| 2012年       | 《玩轉三周1/2之十月圍電視城》。 | 導演                           | 羅永賢         | 鄭裕玲、林峯、唐詩詠、麥長青、吳卓羲、王祖藍     |
| 2012年       | 《愛·回家 (第一輯)》            | 導演                           | 徐遇安         | 劉丹、徐榮、黎諾懿、朱慧敏、郭少芸、吳家樂       |
| 2012年       | 《仁心解碼2》                   | 導演                           | 羅永賢         | 方中信、楊怡、蒙嘉慧、蕭正楠、陳茵媺、苟芸慧     |
| 2013年       | 《師父明白了》                  | 導演                           | 陳耀全         | 黃翠如、黃浩然、麥長青、梁嘉琪、樂瞳、羅蘭       |
| 2014年       | 《單戀雙城》                    | 導演                           | 方駿釗         | 陳展鵬、陳茵媺、洪永城、林夏薇、楊明、許紹雄     |
| 2014年       | 《忠奸人》                      | 導演                           | 王心慰         | 郭晉安、田蕊妮、吳卓羲、李子雄、鄭敬基、張繼聰   |
| 2014年       | 《名門暗戰》                    | 導演                           | 羅永賢         | 黎耀祥、黃浩然、胡定欣、蕭正楠、蔡思貝、陳凱琳   |
| 2015年       | 《樓奴》                        | 導演                           | 羅鎮岳         | 王浩信、李施嬅、C君、岑麗香、麥長青、簡慕華      |
| 2016年       | 《火線下的江湖大佬》            | 導演                           | 梁材遠         | 鄭則仕、黃光亮、陳煒、苑瓊丹、岑麗香、陳山聰     |
| 2016年       | 《公公出宮》                    | 導演                           | 羅永賢         | 黎耀祥、胡定欣、陳國邦、蕭正楠、林夏薇、姜大衛   |
| 2017年       | 《我瞞結婚了》                  | 導演                           | 梁材遠         | 洪永城、黃翠如、黃浩然、C君、陳煒、傅嘉莉        |
| 2017年       | 《全職沒女》                    | 導演                           | 陳耀全         | 張兆輝、陳松伶、張振朗、陳瑩、謝東閔、羅蘭       |
| 2017年       | 《愛·回家之開心速遞》           | 導演                           | 羅鎮岳、林建祥 | 劉丹、呂慧儀、單立文、湯盈盈、周嘉洛、林淑敏     |
| 2017年       | 《迷失假期 》                   | 導演、編劇、剪接               | 盧思麟         | 徐㴓喬、Artem Ansheles、駱振偉、余安安、袁富華   |
| 2017年       | 《蝕日風暴》                    | 導演                           | 梁家樹         | 張智霖、薛凱琪、王陽明、梁漢文、羅家英、劉兆銘   |
| 2018年       | 《做演藝嘅》                    | 剪接指導                       | 南方舞廳       | 何啟華、陳安立、李駿傑、邱士縉、郭嘉駿           |
| 2019年       | 《娛樂風雲》                    | 剪接指導                       | 南方舞廳       | 何啟華、陳安立、廖碧兒、袁富華、陳國邦           |
| 2023年       | 《社內相親》                    | 導演、剪接                     | 陳淑雯         | 呂爵安、盧瀚霆、陳漢娜、沈殷怡、羅家英、麥沛東   |

## 音樂錄像
| 年份   | 歌曲                | 職銜                     | 歌手     | 備註                                         |
| 2007年 | 《About Abby》      | 導演、剪接               | 不眠樂團 |                                              |
| 2008年 | 《Aren’t you Glad》 | 導演、剪接               | 陳奕迅   | MV創作比賽香港區冠軍，收錄於《不想放手》大碟 |
| 2009年 | 《最美麗的過去》    | 導演、剪接               | 呂子軒   |                                              |
| 2010年 | 《眼淚為你留》      | 導演、剪接               | 洪卓立   |                                              |
| 2013年 | 《彩虹橋》          | 導演、剪接               | 羅力威   |                                              |
| 2016年 | 《仍堅持》          | 導演、剪接               | 鄭世豪   | 2016年度YAHOO!搜尋人氣MV大獎                 |
| 2017年 | 《聽你說願意》      | 導演、剪接               | 鄭世豪   |                                              |
| 2019年 | 《Autumn》          | 導演                     | 包仲欣   |                                              |
| 2019年 | 《Copy & Paste》    | 監製（導演Anderson Van） | 鄭世豪   |                                              |

## 紀錄片/宣傳片
| 年份   | 片名                             | 職銜                   | 備註                       |
| 2007年 | 《Documentary is Dead ?》        | 導演、剪接             | 紀錄片，訪問歐文傑導演     |
| 2009年 | 《我係黃飛鴻契仔》               | 剪接（導演崔允信）     | 紀錄片，香港電台電視部節目 |
| 2009年 | 《What is Real？》               | 導演、剪接             | 紀錄片，訪問司徒俊傑導演   |
| 2009年 | 《香港亞洲獨立電影節2009》宣傳片 | 剪接                   |                            |
| 2009年 | 《廉政行動2009》宣傳片           | 攝影                   | 廉政公署電視電影製作特輯   |
| 2015年 | 《他的媽，我的嗎？》             | 監製、導演、攝影、剪接 |                            |
| 2017年 | 《九族文化村 x 奧特曼英雄》      | 導演                   |                            |

## 歌曲創作
| 年份   | 歌曲         | 職銜               | 歌手           | 備註                   |
| 2012年 | 《風雨不改》 | 作詞 (作曲楊奇昌） | 薛家燕         | 新城最受歡迎兒歌金曲   |
| 2016年 | 《仍堅持》   | 作詞 (作曲吳業坤） | 鄭世豪         |                        |
| 2017年 | 《完場前》   | 作詞 (作曲鄭世豪） | 鄭世豪         |                        |
| 2018年 | 《別碰》     | 作詞 (作曲溫翰文） | 包仲欣、溫翰文 | 劇集《迷失假期》片尾曲 |

## 外部連結
- Gurt Wong的Youtube Channel （页面存档备份，存于）
- Gurt Wong的IMDB （页面存档备份，存于）
- 今日校園第133期 （页面存档备份，存于）
- 青年廣場《仲夏藝贊 2010》 （页面存档备份，存于）
- Picuki
- 突破框框錄像節 （页面存档备份，存于）
- 蘋果日報獨立電影訪問[]
- 前無綫電視人員列表